# 정직한 사람들
《정직한 사람들》은 2024년에 공개된 대한민국의 영화이다. 최보윤, 류이재 등이 주연으로 출연하였다.

## 출연
- 최보윤: 최보윤 역
- 류이재: 강민 역
- 안도연: 조태호 역
- 기세민: 기세민 역
- 성민근: 성민근 역